# Nguyên Bình, Hãn Châu
Nguyên Bình (chữ Hán giản thể: 原平市, âm Hán Việt: Nguyên Bình thị) là một thành phố cấp huyện thuộc địa cấp thị Hãn Châu, tỉnh Sơn Tây, Cộng hòa Nhân dân Trung Hoa. Thành phố Nguyên Bình nằm giữa Ngũ Đài Sơn và Vân Trung Sơn, có diện tích 2571 km², dân số năm 2002 là 470.000 người. Mã số bưu chính của Nguyên Bình là 034100, mã vùng điện thoại là 0350. Thành phố này được chia ra các đơn vị hành chính gồm 1 nhai đạo, 7 trấn và 11 hương.